# Тонелли, Анналена

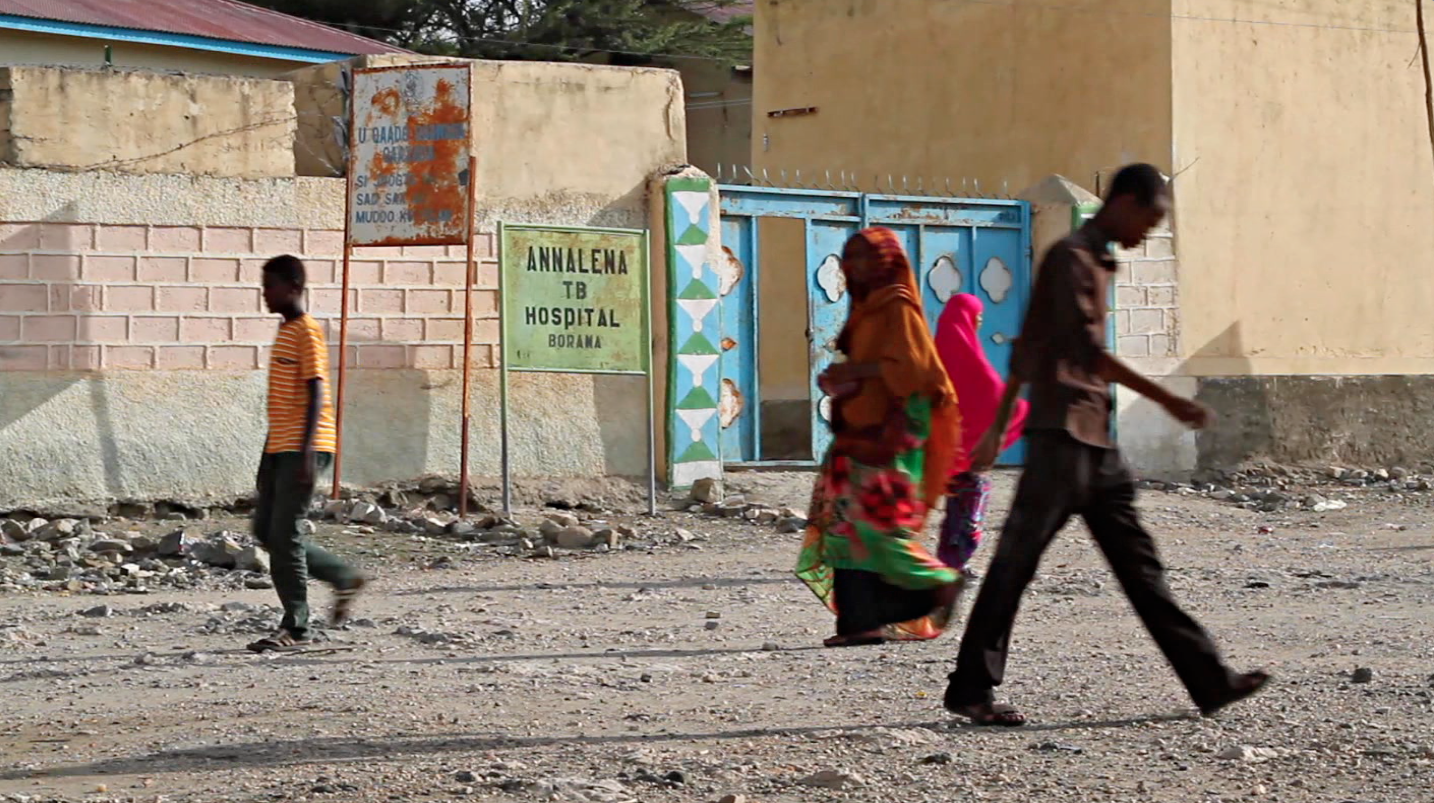
Госпиталь в Бораме, основанный Анналеной Тонелли

Анналена Тонелли (итал. Annalena Tonelli; 2 апреля 1943, Форли, Италия — 5 октября 2003, Борама, Сомали) — католическая миссионерка, социальный работник и общественный деятель. В течение 33 лет работала в Восточной Африке, занимаясь профилактикой и лечением туберкулёза, СПИДа, кампанией по искоренению женского обрезания и учреждением специализированных учебных заведений для глухих, слепых и детей-инвалидов. Погибла в октябре 2003 года от рук исламских фундаменталистов. Лауреат премии Нансена Управления Верховного Комиссара ООН по делам беженцев (2003).

## Биография
После окончания средней школы изучала юриспруденцию. Получив юридическое образование, занималась благотворительной деятельность в родном городе. В 1969 году по направлению итальянского Комитета по борьбе с мировым голодом отправилась в Восточную Африку.
С 1969 года работала учителем в элементарной школе в городе Ваджир, Кения. Получив специальность медицинской сестры, работала среди бездомных и бедных в Ваджире в более десяти лет. В 1976 году стала ответственной за проект Всемирной организации здравоохранения по лечению туберкулёза среди кочевых племён. Организовала в Ваджире госпиталь для лечения больных туберкулёзом, Центр реабилитации инвалидов и школу для глухих, в которой по её инициативе сформировался сомалийский язык жестов.
В 1984 году кенийское правительство начало проводить репрессированную политику против сомалийского племени Дегодия в кенийской провинции Ваджир. В январе этого года произошла так называемая резня в Вагалле, в результате которой погибло около тысячи мужчин из племени Дегодия. Анналена Тонелли, приехав на место совершения резни, смогла спасти на двух грузовиках несколько десятков раненых человек. За эту деятельность она была арестована и подвергнута пыткам. Благодаря международной поддержке её освободили из заключения. Не получив дальнейшего разрешению на работу в Кении, она вскоре переехала в Сомали.
После переезда в Сомали, проживала в городе Марка. Позже переехала в город Борама, где проработала последующие 19 лет. В Бораме основала туберкулёзный госпиталь, где была убита предположительно исламскими фундаменталистами в октябре 2003 года.
В июне 2003 года за свою благотворительную деятельность была удостоена Премии Нансена.
Сочинения
- Lettere dalla Somalia 1985-1995, A cura di Battistini M. T., Laporta E. e Tonelli B. Bologna, 2016; br., pp. 304, ill., ISBN 88-10-10212-6
- Lettere dal Somaliland 1996-2003, A cura di Battistini M. T., Laporta E. e Tonelli B. Bologna, 2018; br., pp. 512. ISBN 88-10-10216-9